# Opelwerk Brandenburg

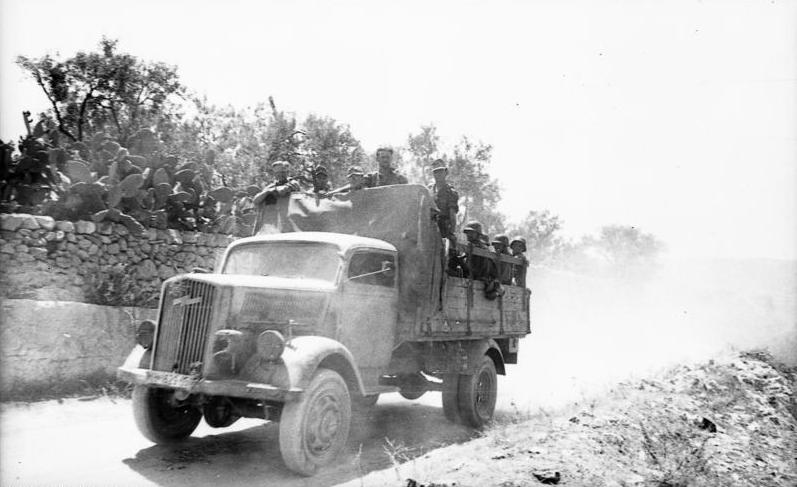
Opel Blitz der Wehrmacht (1944)

Das Opelwerk Brandenburg wurde auf Initiative der nationalsozialistischen Regierung von der Adam Opel AG im Jahr 1935 errichtet, um die Ausrüstung der Wehrmacht mit Lkw des Typs Opel „Blitz“ sicherzustellen. In Brandenburg an der Havel wurden von November 1935 bis zur Zerstörung des Werkes im August 1944 über 130.000 Lkw und Fahrgestelle gefertigt. Das Brandenburger Opel-Werk war damals das modernste Fahrzeugwerk in Europa.

## Geschichte

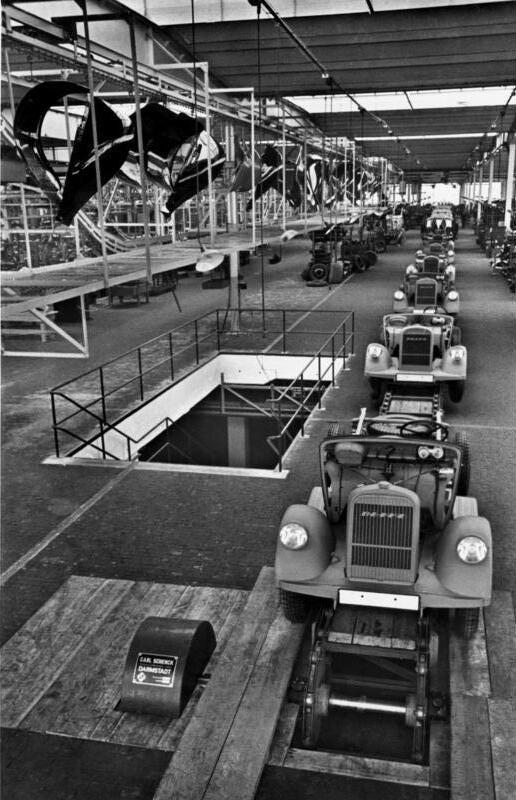
Fertigmontage im Opelwerk Brandenburg

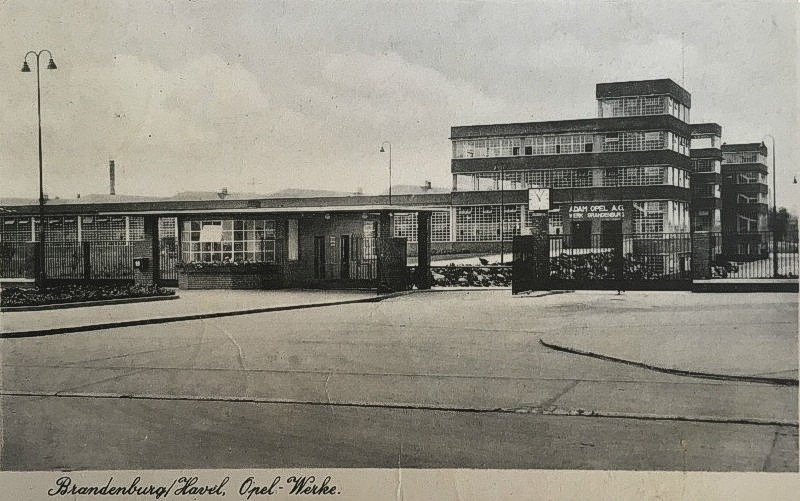
Das Opelwerk auf einer Ansichtskarte (1943)

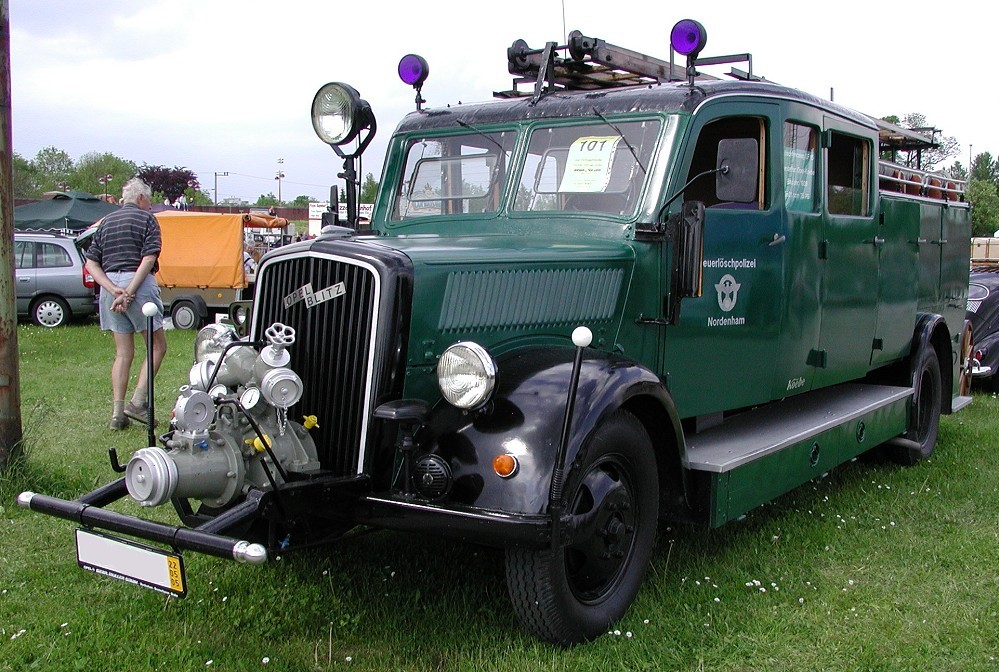
Feuerwehrfahrzeug LF 15 (1938)

Anfang 1935 gab die Opel-Presseabteilung folgende Mitteilung heraus:

„In enger Fühlungsnahme mit maßgebenden Kreisen der Reichsregierung hat sich die Adam Opel AG entschlossen, in Brandenburg an der Havel eine neue Fabrik zu errichten, weil die volle Produktionskapazität in Rüsselsheim ausgenutzt ist. Die Fertigstellung der Baulichkeiten ist für den 1. Oktober 1935 vorgesehen, um rechtzeitig für das 1936er Programm in Rüsselsheim Platz zu schaffen.“

Das zur Verfügung gestellte Areal von 850.000 m² (340 Preußische Morgen) am Südufer des Brandenburger Silokanals (heutiges Gewerbegebiet „Silokanal-Ost“ zwischen August-Bebel-Straße und Spittastraße) wurde nicht völlig genutzt, sondern auf großen Flächen konnte weiterhin Landwirtschaft betrieben werden.
Dazu weiter in der Pressemitteilung:

„Soweit diese Fläche nicht durch den Fabrikbau in Anspruch genommen oder zum weiteren Ausbau bereits vorgesehen ist, hat die Adam Opel AG sie zur Förderung der landwirtschaftlichen Erzeugungsschlacht den bisherigen Besitzern bis auf weiteres kostenlos zur Verfügung gestellt.“

Am 7. April 1935 erfolgte der erste Spatenstich und am 10. August war bereits Richtfest. Am 18. November 1935 rollte der erste Lkw vom Band – nur 190 Tage nach Baubeginn. Die Produktion befand sich in einer einzigen 24.200 m² großen zweistöckigen Halle von 178 Metern Länge. Im Erdgeschoss waren das Karosseriewerk und die Lackiererei untergebracht. Die Montage von Fahrgestellen, Motoren und Achsen erfolgte im Obergeschoss. Sämtliche 1200 Werkzeugmaschinen hatten Einzelantrieb (keine Transmissionen). Insgesamt 27 Transportbänder von zusammen fünf Kilometer Länge wurden installiert. Ein eigenes Kraftwerk mit einer 4000 kW Dampfturbine lieferte Energie aus stündlich 140 Zentnern Kohle.
Die Gesamtkosten für die Errichtung des Werkes beliefen sich auf 14 Millionen Reichsmark, was inflationsbereinigt in heutiger Währung 70 Millionen Euro entspricht. Das Planziel war, täglich 150 „Blitz“-Lkw herzustellen. Die Gesamtkapazität von ursprünglich 25.000 Lkw jährlich wurde schon 1939 mit 27.936 Einheiten deutlich überschritten. Werkleiter war bis Oktober 1938 Hanns Grewenig, danach Gerd Stieler von Heydekampf, dem am 1. Juli 1942 der spätere VW-Chef Heinrich Nordhoff folgte.
Bei einem alliierten Luftangriff am 6. August 1944 wurden die Hälfte der Werksgebäude und 20 Prozent der Maschinen zerstört. Bei Kriegsende wäre eine Wiederaufnahme der Produktion möglich gewesen. Die Anlagen wurden jedoch im Auftrag der Siegermächte demontiert und zusammen mit den Rüsselsheimer Produktionseinrichtungen des Opel Kadett als Reparationsleistung in die Sowjetunion verbracht. Während im Moskauer Werk der geringfügig geänderte Opel-Pkw als Moskwitsch-400 noch bis Mitte der 1950er Jahre produziert wurde, erfolgte dort keine Fertigung des „Blitz“-Lkw mehr.

## Beschäftigte
(in der Sprache des Nationalsozialismus auch „Gefolgschaft/Gefolgsleute“ genannt)
| Jahr | Beschäftigte | Bemerkungen     |
| ---- | ------------ | --------------- |
| 1935 | 680          | Beginn November |
| 1936 | 1423         |                 |
| 1940 | 3365         |                 |
| 1943 | 4286         | Höchststand     |

1942 waren im Lkw-Werk Brandenburg 52 Prozent der circa 4.000 Beschäftigten ausländische Zwangsarbeiter.

## Produktionszahlen
Im Opelwerk Brandenburg wurden 82.356 Lkw mit 3 Tonnen Nutzlast Typ Blitz „S“ (Standard) zwischen April 1937 und August 1944 produziert. Zusätzlich 14.122 Stück mit langem Radstand und 8.336 Versionen mit Niederrahmen für Sonderaufbauten (z. B. Busse).
Ab Juli 1940 kamen 24.981 Lkw vom Typ Blitz „A“ (Allradantrieb) dazu, so dass zusammen mit den ca. 4.000 Halbkettenausführungen des Blitz „S“ (Sd.Kfz 3a/Lkw Gleiskette 2 t – „Maultier“) über 130.000 Lkw bis zum Luftangriff auf das Werk im August 1944 gebaut wurden. Der mittlere geländegängige Einheits-Pkw (Funkkraftwagen – Kfz. 15), 1935/36 nach Vorgabe des Heereswaffenamtes mit Einzelradaufhängung und Allradantrieb im Zwickauer Werk Horch der Auto Union AG entwickelt, wurde von 1940 bis 1943 in Lizenz bei Opel in Brandenburg nur als Fahrgestell ohne Aufbau produziert. Der Wagen mit Motor und Allradantrieb des Blitz „A“ hatte bei 2,7 Tonnen Leergewicht eine Nutzlast von 600 kg.